# صلاة الجمعة
صَلَاةُ الجُمُعَة هي صلاة تقام كل يوم جمعة بعد دخول وقت صلاة الظهر في منتصف النهار . ويشترط أن يتقدمها خطبتان قبل الصلاة، يبدأ الخطيب بخطبة الجمعة الأولى ثم يجلس بفاصل يسير ثم يقوم للخطبة الثانية. وصلاة الجمعة صلاة جهرية تتكون من ركعتين فقط، وهي الصلاة الجهرية الوحيدة في وضح النهار دون بقية الصلوات النهارية، وصلاة الجمعة فرض عين على كل المسلمين الذكور الأحرار البالغين المقيمين المستوطنين في أبنية إن كانوا غير معذورين. واختلف فقهاء الإسلام على تحديد أقل عدد تجب به صلاة الجمعة فمنهم من قال إن كان في بلدة من البلدات أربعون ممن تنطبق عليهم الشروط السابقة فتجب عندها صلاة الجمعة ومنهم من أوجبها بأقل من ذلك العدد وهناك من قال إنها من الممكن أن تعقد بمصليين اثنين.
خطيب الجمعة هو الشخص الذي يلقي الخطبة على المسلمين قبل صلاة الجمعة.

## ذكرها في القرآن
ذكرت صلاة الجمعة في سورة الجمعة في الآيات من 9 حتى 11، وجاء نصها:
﴿يَا أَيُّهَا الَّذِينَ آمَنُوا إِذَا نُودِيَ لِلصَّلَاةِ مِنْ يَوْمِ الْجُمُعَةِ فَاسْعَوْا إِلَى ذِكْرِ اللَّهِ وَذَرُوا الْبَيْعَ ذَلِكُمْ خَيْرٌ لَكُمْ إِنْ كُنْتُمْ تَعْلَمُونَ ۝٩ فَإِذَا قُضِيَتِ الصَّلَاةُ فَانْتَشِرُوا فِي الْأَرْضِ وَابْتَغُوا مِنْ فَضْلِ اللَّهِ وَاذْكُرُوا اللَّهَ كَثِيرًا لَعَلَّكُمْ تُفْلِحُونَ ۝١٠ وَإِذَا رَأَوْا تِجَارَةً أَوْ لَهْوًا انْفَضُّوا إِلَيْهَا وَتَرَكُوكَ قَائِمًا قُلْ مَا عِنْدَ اللَّهِ خَيْرٌ مِنَ اللَّهْوِ وَمِنَ التِّجَارَةِ وَاللَّهُ خَيْرُ الرَّازِقِينَ ۝١١﴾.

## السنة الراتبة
يسن بعد صلاة الجمعة الصلاة بأربع ركعات أو بركعتين قال رسول الله ﷺ :
روي عن  أَبِي هُرَيْرَةَ في صحيح مسلم: 
| صلاة الجمعة | قَالَ رَسُولُ اللهِ صَلَّى اللهُ عَلَيْهِ وَسَلَّمَ: إِذَا صَلَّى أَحَدُكُمُ الْجُمُعَةَ فَلْيُصَلِّ بَعْدَهَا أَرْبَعًا، حديث صحيح | صلاة الجمعة |

| صلاة الجمعة | قال:كان رسول الله يصلي يوم الجمعة ركعتين في بيته | صلاة الجمعة |

فمن صلى بعد الجمعة ركعتين فهو حسن، ومن زاد فصلى أربعاً فهو أفضل، وقد جمع شيخ الإسلام ابن تيمية بين الحديثين السابقين فقال:
| صلاة الجمعة | إن صلى في المسجد صلى أربعاً، وإن صلى في بيته صلى ركعتين. | صلاة الجمعة |

## صلاة الجمعة للمسافر

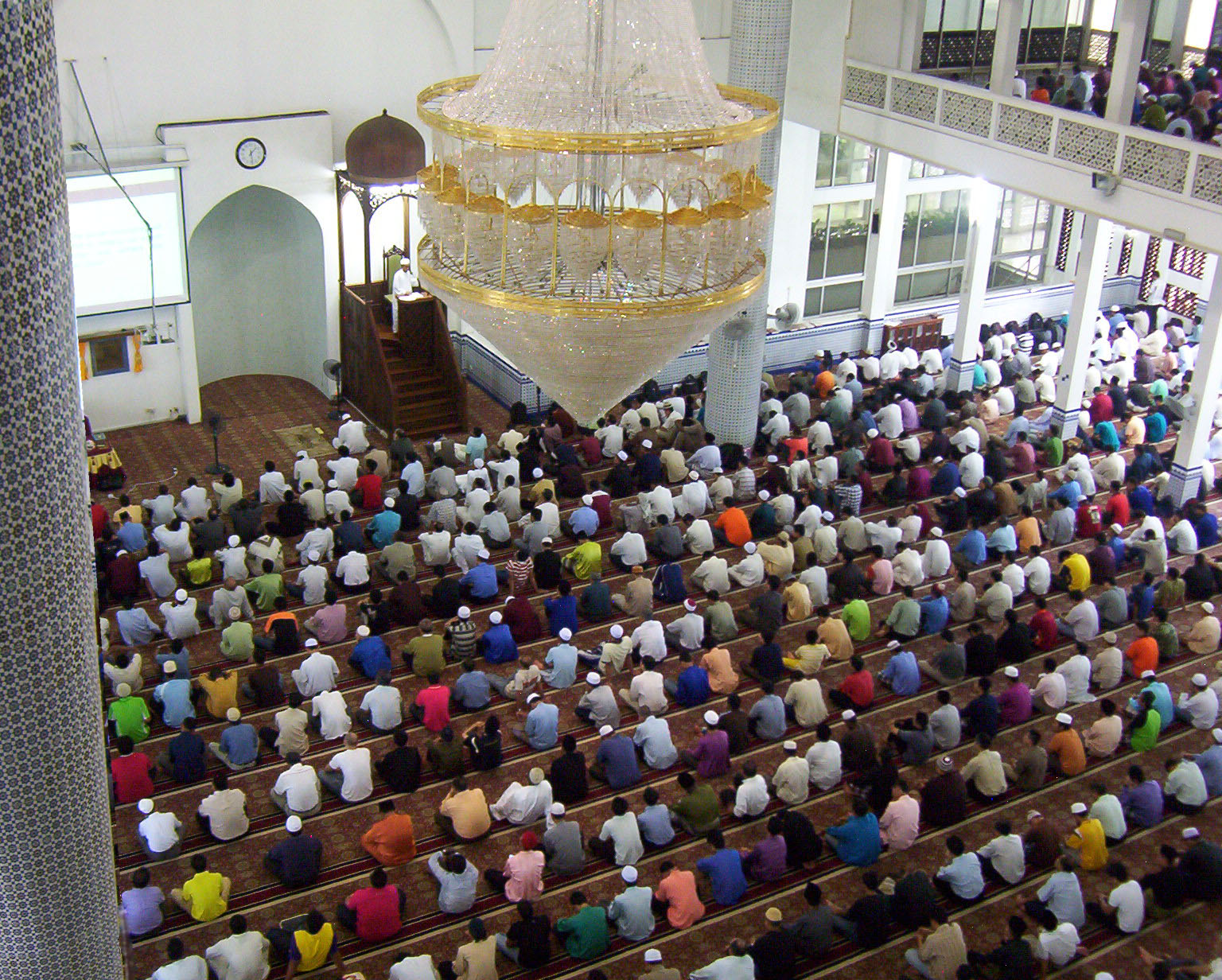
صلاة الجمعة في ماليزيا.

اختلف العلماء في كيفية وحكم أداء صلاة الجمعة للمسافر، وجاءت آرائهم على النحو الآتي:
- جاء إجماع أهل العلم على أنه لا يجب إقامة صلاة الجمعة على المسافرين.
- فيما يخص أداء صلاة الجمعة للمسافر إذا ما سمع النداء تبعاً لغيرهم فقد اختلف العلماء في ذلك.
- اتفق جماهير أهل العلم من أتباع المذاهب الأربعة على أنه لا تجب على المسافر صلاة الجمعة ولو سمعوا النداء، حيث أنهم غير مخاطبين بهذا النداء.
- أما الظاهرية فقد ذهبوا إلى أنه من الواجب أداء صلاة الجمعة على من سمع النداء حتى وإن كان مسافراً.
- استد العلماء في رأيهم إلى قوله تعالى: ﴿يَاأَيُّهَا الَّذِينَ آمَنُوا إِذَا ‌نُودِيَ ‌لِلصَّلَاةِ مِنْ يَوْمِ الْجُمُعَةِ فَاسْعَوْا إِلَى ذِكْرِ اللَّهِ﴾ [الجمعة:9].
- عن أبي هريرة رضي الله عنه، أنهم كتبوا إلى عمر، يسألونه عن الجمعة، فكتب: “جمّعوا حيث كنتم”[6]...[7]

## حكمها عند الشيعة
يعتقد الشيعة أن حكم صلاة الجمعة مع وجود إمام معصوم أو نائب له واجب وجوب عيني بلا خلاف، قال يوسف البحراني:«ولا خلاف بين أصحابنا في جوبها عينا مع حضوره عليه السلام أو نائبه الخاص» وإنّما الخلاف في غيبة المهدي أي كزماننا هذا ، فإنّ للشيعة فيه ثلاث أقوال:
- وهو المنسوب إلى الأكثر - حسب قول محمد أمين الأسترآبادي: أنّ الوجوب في حال الغيبة الكبرى تخييري بينها وبين الظهر، وهو المعبّر عنه بالاستحباب.[10] إلا أن يوسف البحراني يرى: «أن القائلين بالوجوب العيني هم الأكثر كما عرفت من كلامنا وكلام شيخنا الشهيد الثاني وغيره»[11] وبهذا الرأي يقول كبار مراجع الشيعة في الوقت الحاضر مثل الخوئي[12][13] والسيستاني.[14][15]
- وهو يوافق رأي أهل السنة وهو أنّها واجبة عينا على كلّ مكلّف عدا ما استثني من المريض وغيره، وهو قول: الشيخ الصدوق[16] والشيخ المفيد[8] والشيخ الطوسي[17] و أبو الفتح الكراجكي[18] وأبو الصلاح الحلبي[19] ويوسف البحراني[20] والفيض الكاشاني[21] وعبدالله السماهيجي[22] والشهيد الثاني[23] وحسن صاحب المعالم[24] ومحمد صاحب المدارك[25] ومحمد أمين الأسترآبادي[26] والشهيد الأول وعلي الكركي[27] وفخر الدين الطريحي[10] وحسين عبد الصمد[28][29] ومحمد تقي المجلسي وابنه محمد باقر المجلسي[30][31]
- تحرم صلاة الجمعة في زمن الغيبة مطلقا لعدم وجود معصوم، ومن أشهر القائلين بهذا الرأي الشريف المرتضى، وانتقده البعض بسبب رأيه هذا قال الشهيد الثاني:«ومثل هذا القول الشنيع المخالف لجمهور المسلمين وصريح الكتاب والسنة لا ينبغي اثباته»[32] ومن الذين وافقوا الشريف المترضى: ابن المطهر الحلي[33] صريح سلّار، ابن إدريس الحلي، وإبراهيم البحراني.[34] والشهيد الأول، وسليمان ابن أبي ظبية الإصبعي[35] ونور الله التستري[36] وعبد العالي ابن المحقق الكركي[36] وإسماعيل المازندراني،[37][38] وخليل بن الغازي القزويني[39] وإبراهيم بن سليمان القطيفي الخطى البحراني الغروي[40] والآقا إبراهيم المشهدي[41] وحسن على ابن عبد الله التستري[42] وسلمان بن المولى خليل القزويني[43]
- وقد استدرك آغا بزرك الطهراني مايقارب 100 كتاب ورسالة في موضوع صلاة الجمعة.[40]

## مقالات أخرى
- صلاة الزيارة

## وصلات خارجية
- أحكام صلاة الجمعة
- شروط صلاة الجمعة
- كيفية صلاة الجمعة